# Taito F3 System

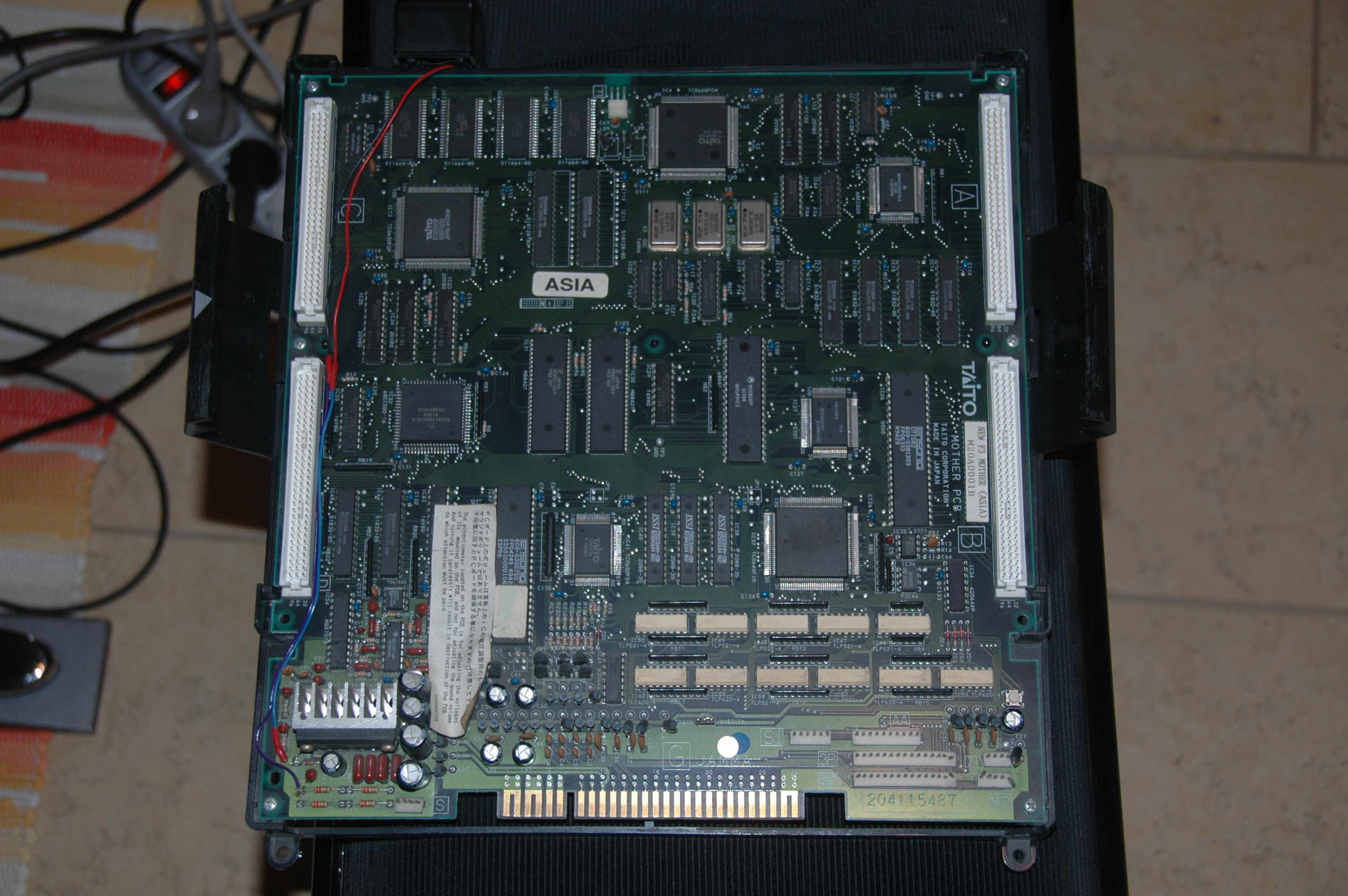
Taito F3 System

Taito F3 System es una placa arcade lanzada por Taito Corporation en 1992. 

## Especificaciones técnicas
- Microprocesador: MC68EC020
- Microprocesador de sonido: MC68000
- Chip de sonido: ES5505 y ES5510 (DSP)
- Resolución de video: 320x224
- Composición de la placa: Placa y cartucho F3
- Características hardware: 4 planos de scroll, 2 bancos de sprites, Alpha blending

## Videojuegos para Taito F3 System
- Arabian Magic
- Arkanoid Returns
- Bubble Symphony / Bubble Bobble 2
- Bubble Memories / Bubble Bobble 3
- Cleopatra Fortune
- Command War - Super Special Battle & War Game
- Darius Gaiden - Silver Hawk
- Dungeon Magic
- Elevator Action Returns
- Gekirindan
- Grid Seeker
- Gunlock
- International Cup '94
- Kaiser Knuckle / Global Champion
- Kirameki Star Road
- LandMaker
- Puzzle Bobble 2 / Bust-A-Move Again
- Puzzle Bobble 3
- Puzzle Bobble 4
- Pop 'N Pop
- Puchi Carat
- Quiz Theater
- Moriguchi Hiroko no Quiz de Hyuu! Hyuu!
- Recalhorn
- Riding Fight
- Ring Rage
- Super Cup Finals
- Space Invaders '95 - The Attack of Lunar Loonies
- Top Ranking Stars